# Lenochod hnědokrký
Lenochod hnědokrký (někdy též lenochod kápový, Bradypus variegatus) je druh lenochoda. Je rozšířen zejména v subtropické a tropické části Jižní Ameriky.

## Popis
Lenochod hnědokrký je dlouhý 47 až 75 cm a váží asi 2,5 až 5 kg. Má zaoblenou hlavu. Nemá žádné viditelné uši, protože jsou skryty pod srstí. Okolo očí má černé skvrny. Má delší přední končetiny než zadní. Nemá žlučník ani slepé střevo. Jeho srst je šedavě hnědá až béžová. Jeho tělesná teplota je pouze 34 °C. Je to způsobeno malým množstvím svalové hmoty a pomalým metabolismem.
V srsti tohoto lenochoda roste jednobuněčná řasa Trichophillus, díky které má lenochod zelenou barvu srsti. Tato řasa přispívá k jeho maskování v přírodě. Díky novým výzkumům se však zjistilo, že pohostinnost lenochodů vůči této řase, je způsobena hlavně velkým množstvím energeticky vydatných tuků, které tato řasa obsahuje.

## Životní styl
Spí 15–18 hodin denně. Žije ve velmi vlhkém prostředí. I přestože jsou to velmi dobří plavci, pohybují se většinu života v korunách stromů.

## Reprodukce
Samice dosahují pohlavní dospělosti ve věku od tří do pěti let, samci o jeden až dva roky déle. Samice se snaží svést samce hlasitým voláním. Doba těhotenství je asi šest měsíců. Mládě váží 300–350 gramů. Prvních 6–7 týdnů od narození mláděte ho matka nosí na břiše nebo na zádech. Poté se začíná samo pohybovat.

## Poddruhy
Existuje sedm poddruhů:
- B. v. boliviensis (Gray, 1871)
- B. v. brasiliensis (Blainville, 1840)
- B. v. ephippiger (Philippi, 1870)
- B. v. gorgon (Thomas, 1926)
- B. v. infuscatus (Wagler, 1831)
- B. v. trivittatus (Cornalia, 1849)
- B. v. variegatus (Schinz, 1825)

## Synonyma
- Archeus ustus (Lesson, 1840)
- Arctopithecus blainvillii (Gray, 1869)
- Arctopithecus castaneiceps (Gray, 1871)
- Arctopithecus griseus (Gray, 1871)
- Arctopithecus marmoratus (Gray, 1849)
- Arctopithecus problematicus (Gray, 1849)
- Arctopithecus tlaccidus (Gray, 1871)
- Bradypus blainvillei (Thomas, 1917)
- Bradypus brachydactylus (Wagner, 1855)
- Bradypus dorsalis (Fitzinger, 1871)[2]